# Nothura darwinii
Nothura darwinii là một loài chim trong họ Tinamidae.